# Liste der Monuments historiques in Leudeville
Die Liste der Monuments historiques in Leudeville führt die Monuments historiques in der französischen Gemeinde Leudeville auf.

## Liste der Bauwerke
| Bezeichnung | Beschreibung | Standort | Kennzeichnung | Schutzstatus | Datum | Bild           |
| ----------- | ------------ | -------- | ------------- | ------------ | ----- | -------------- |
| Flurkreuz   |              | (Lage)   | PA00087936    | Inscrit      | 1950  | weitere Bilder |

## Liste der Objekte
- Monuments historiques (Objekte) in Leudeville in der Base Palissy des französischen Kultusministeriums